# Théâtre russe Stanislavski d'Erevan
Officiellement, le Théâtre d'État russe porte le nom de Konstantin Stanislavski (en arménien : Կոնստանտին Ստանիսլավսկու անվան ռուսական պետական դրամատիկական թատրոն), plus communément appelé Théâtre russe Stanislavski, est un théâtre d'État de la capitale arménienne Erevan situé dans la rue Abovyan, dans le quartier central Kentron de la ville, à côté de la place Charles Aznavour. Il a été ouvert en 1937 et porte le nom de l'acteur et directeur de théâtre russe Constantin Stanislavski depuis 1938. Le directeur du théâtre est Alexander Grigoryan depuis 1965. 